# Chiesa della Natività della Vergine a Mosca
Chiesa della Natività della Vergine a Mosca è un dipinto di Vasilij Kandinskij ad inchiostro di china su carta (19,9×15,1 cm), realizzato nel 1886. L'opera è conservata al Centro Georges Pompidou di Parigi.